# Micropera mannii
Micropera mannii är en orkidéart som först beskrevs av Joseph Dalton Hooker, och fick sitt nu gällande namn av Tang och Fa Tsuan Wang. Micropera mannii ingår i släktet Micropera och familjen orkidéer. Inga underarter finns listade i Catalogue of Life.